# Língua quimbundo
A língua quimbundo (em quimbundo: kimbundu), bundo (em quimbundo: mbundu), loanda, loande, luanda, lunda ou ambundo (mbundu) do norte é uma língua africana falada no noroeste de Angola, incluindo a província de Luanda.
É a segunda língua banta mais falada em Angola, onde é uma das línguas nacionais. O português tem muitos empréstimos lexicais desta língua obtidos durante a colonização portuguesa do território angolano e através dos escravos angolanos levados para o Brasil. É falada por cerca de 3 000 000 de pessoas em Angola como primeira ou segunda língua, considerando, também, 41 000 falantes do dialecto angolar.

## Dialectos e línguas relacionadas
Os seus dialectos são o ginga / jinga (njinga), quimbamba (kimbamba) / bambeiro / bamba (mbamba; pode ser uma língua separada), ambaca / ambaquista (mbaka), dongo (ndongo) / quindongo (kindongo) e angolar / negola (ngola). É uma língua relacionada às línguas songo, sama, bolo, bali.

## Contribuições lexicais

### Ao português angolano
Banzo (de lubanzu, "saudade", ou (ku)banza, "ponderar, pensar"), calema (de kalemba), calundu (de kilundu), camba (de dikamba, "amigo"), cambuta (de kambuta, "baixo") candongueiro (candonga + eiro; deriva de ka- + ndonge, ou seja, "fraco amor", ou do castelhano candonga), cassule (de ki suluka, "ficar livre"),[carece de fontes?] cassuneira (de ku-nsuna', "ter carranca").

### Ao português brasileiro

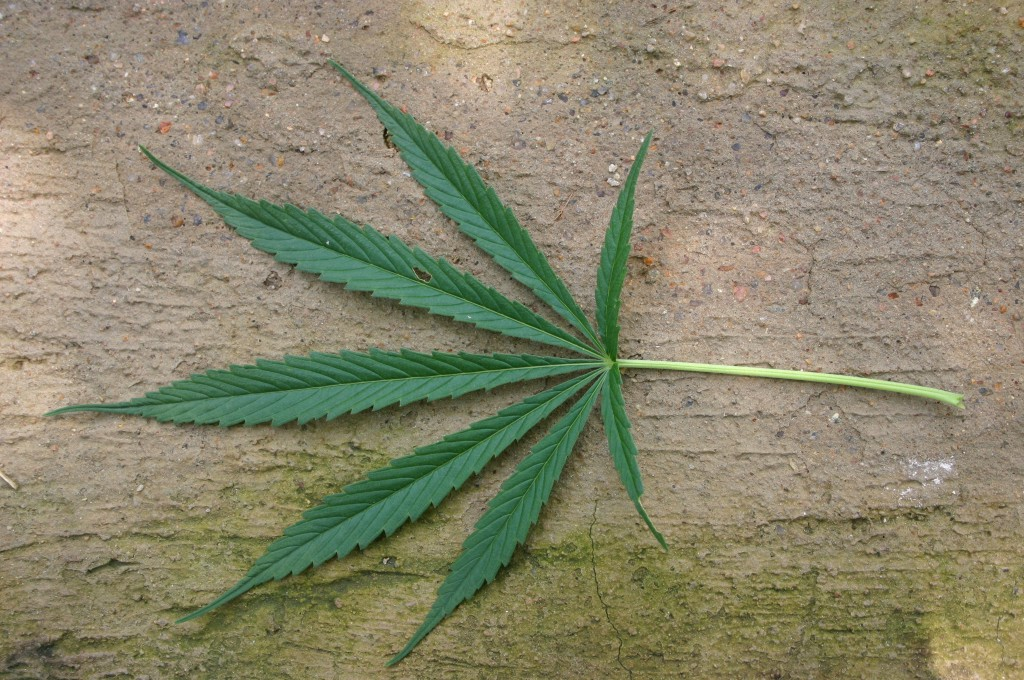
O termo português "maconha" se originou do termo quimbundo ma'kaña

Moleque (de mu'leke, "menino"), cafuné (de kifunate, "entorse, torcedura"), quilombo (de kilombo, "capital, povoação, união"), quibebe (de kibebe), quenga (de kienga, "tacho"), bunda (de mbunda), cochilar (de kukoxila), marimbondo (de ma [prefixo de plural] + rimbondo, "vespa"), camundongo (de kamundong), tungar (de tungu, "madeira, pancada"), muamba (de mu'hamba, "carga"), mucama (de mu'kaba, "amásia escrava"), banza (de mbanza), banzar (de kubanza), cachimbo e cacimba (ambos, de kixima), fubá (de fu'ba), caçula (de kusula e de kasule), cacumbu (de ka, pequeno + kimbu, machado), cacunda (de kakunda), bundo (de mbundu, negros), matumbo (de ma'tumbu, "montículos"), tutu (comida) (de ki'tutu), tutu (bicho-papão) (de kitu'tu), samba (de semba, "umbigada"), jiló (de njilu), jibungo (de jibungw), jimbo (de njimbu), jimbongo (de jimbongo), jongo (de jihungu), quitute (de kitutu, "indigestão"), maxixe (de maxi'xi), xingar (de kuxinga, "injuriar, descompor"), quitungo (de kitungu), quitanda (de kitanda, "feira, venda") etc.

## Fonologia

### Consoantes
Abaixo, há uma tabela com as consoantes do quimbundo.
|           |                | Labial | Dental | Alveolar | Pós-alveolar | Velar | Glotal |
| --------- | -------------- | ------ | ------ | -------- | ------------ | ----- | ------ |
| Oclusiva  | surda          | p      | t      |          |              | k     |        |
| Oclusiva  | sonora         | b      |        |          |              |       |        |
| Oclusiva  | pré-nasalizada | mb     | nd     |          |              |       |        |
| Fricativa | surda          | f      |        | s        | ʃ            |       | h      |
| Fricativa | sonora         | v      |        | z        | ʒ            |       |        |
| Fricativa | pré-nasalizada | mv     |        | nz       | nʒ           |       |        |
| Lateral   | Lateral        |        |        | l        |              |       |        |
| Nasal     | Nasal          | m      | n      |          |              | ŋ     |        |

Existem 5 fonemas pré-nasalizados.

### Vogais
Abaixo, há uma tabela com as vogais do quimbundo.
|         | Anterior | Posterior |
| ------- | -------- | --------- |
| Fechada | i        | u         |
| Média   | e        | o         |
| Aberta  | a        | a         |

As vogais médias [e] e [o] podem aparecer por causa da fusão de /a/ e /i/ e /a/ e /u/ respetivamente. /i/ e /u/ podem se semivocalizar em [j] e [w] respetivamente. A língua tem 2 tons, um crescente e outro decrescente, e ocorre sândi tonal. Outros fenómenos que ocorrem são a elisão, em que duas vogais de tom baixo em uma palavra contraem-se apenas uma, e a degeminação, em que duas vogais iguais pronunciam-se como apenas uma.